# Beba Lorena
Beba Lorena (Formosa, 26 de octubre) es una exmodelo, ex Miss Argentina, empresaria, animadora y actriz argentina.

## Carrera
Lorena comenzó como modelo a comienzos de la década de 1960 un poco antes que lo hicieran Teté Coustarot, Anamá Ferreyra yTeresa Calandra. Con su voz sensual y bella figura desfiló por las conocidos por las más conocidos diseñadores de aquel momento como Jean Cartier, Gino Bogani y Ante Garmaz. Perteneció a la camada de modelos como Anita Larronde, Graciela Dufau, Perla Caron, Graciela Alfano, Marilú Smith, entre otras.
Perteneció a la Asociación Argentina de Modelos. Entre otras cosas fue la primera modelo en organizar desfiles a beneficio y la primera en hacer desfiles en televisión a color por Canal 7. Una de las personalidades que la ayudaron en su carrera fue Héctor Pozzi.
En televisión comenzó su carrera con Mendy en el viejo Canal 7 junto a Juan Alberto Mateyko y Alberto Mazzini. Ella en ese programa se encargaba de todo lo referido a eventos de moda y hacia los concurso de Miss Televisión. Durante muchos años participó en el programa Buenas tardes, mucho gusto en el apartado de moda, con Don Pedro y Doña Cecilia, Elsa San Martín, Canela, Magdalena Ruiz Guiñazú, Doña Petrona y el Doctor Cormillot. Trabajó en la pantalla chica con Pancho Guerrero con quien hacía los grandes premios del hipódromo, con Carlos D'Agostino en Canal 9, Blackie, Angel Pedro Lagarrigue y con Fernando de la Vega con quien también trabajó en radio.
Participó en cine mostrando sus desfiles en la película Bajo un mismo rostro con Silvia Legrand y Mirtha Legrand, y en 1976 trabaja en la película La noche del hurto, con dirección de Hugo Sofovich y las actuaciones de Ricardo Espalter, Javier Portales, Mario Sánchez, Cecilia Rossetto y Ethel Rojo.
Organizadora de eventos de Punta del Este, contrató a Alicia Muñiz para sus desfiles, y quien luego se convirtió en su confidente, relataba a la revista Gente, las confesiones que le hacía Alicia semanas antes su asesinato.

## Vida privada
Estuvo casada con Cristian Fingel Salverra al que esperó por 29 años y fue su esposo durante 3 años y medio. Luego estuvo en pareja con un banquero holandés.

## Filmografía
- 1976: La noche del hurto.
- 1962: Bajo un mismo rostro.

## Televisión
- Cita con las estrellas
- El arte de la elegancia.
- Buenas tardes, mucho gusto.